# 奇异摄动
奇异摄动问题是指数学上一个含有小参数的问题，但不能够直接以把小参数设为零来求得所有近似解的问题。在描述奇异摄动问题的方程里，小参数作为系数出现在含有最高阶次方或导数项里，如果按照常规摄动法把小参数设为零，将会导致方程降阶从而不能得到所有的近似解。奇异摄动的来源是这类问题里存在多个尺度。为了求得在每个尺度上的有效近似解，需要将方程用不同尺度规范化以得到新的方程。而新的方程则可以用常规摄动法来求近似解。奇异摄动方法开端于普朗特的边界层理论。

## 解析方法
当一个被摄动的问题的解可以用一个渐近展开来作为问题的整个域上的无论是空间还是时间上的近似解时，这样的情形被称作常规摄动。通常，一个常规摄动问题的零阶近似解是通过把小参数 ε 设零来求得。 这相当于只取渐近展开的第一项以求得相应的近似解。这个方法不能直接作为第一步来求解一个奇异摄动问题。如以下的例子所显示，一个奇异摄动问题发生于当问题里的小参数出现在方程的含有最高阶算子的项的系数里†。因此如果幼稚地把小参数设零会改变问题的本质。对于微分方程，部分边界条件将不能被满足；对于代数方程，解的总数被减少了。 
奇异摄动方法理论开端于普朗特的边界层理论，是一个丰富的并持续发展的供数学、物理、及其它学科的工作者们探索的领域。现存的解决奇异摄动问题的方法有几种。对于空间域上的问题，有匹配渐近展开法和WKB近似法；对于时间域上的问题，有庞加莱－林德斯泰特方法（Poincare-Lindstedt）、多尺度方法（multiple-scale）、和周期平均方法(periodic averaging)。
关于常、偏微分方程的奇异摄动法, 参见 Holmes ，Hinch ， Bender and Orszag 或者 Wang .